# 879 Ricarda
A 879 Ricarda (ideiglenes jelöléssel 1917 CJ) a Naprendszer kisbolygóövében található aszteroida. Max Wolf fedezte fel 1917. július 22-én, Heidelbergben.